# منبع الأنساب (كتاب)
منبع الأنساب هي وثيقة تاريخية تحدد موضوعات مختلفة بما في ذلك أنساب سادة بكر والصوفية كتبها السيد معين الحق حوالي عام 1426م الموافق للعام الهجري 830.

## المؤلف
السيد معين هو سيد بارز ينحدر من النبي الأكرم محمد من خلال حفيده الإمام علي الهادي. وقد وُسع العمل من خلال أحد أحفاد السيد معين وتحديدًا حفيد من الدرجة السادسة. وأضاف السيد علي غضنفر الملقب بجار الله مزيدًا من المعلومات عن أصول السادة الآخرين والطرق الصوفية الأخرى. عاش السيد معين في الهند حيث كتب الكتاب في الأصل باللغة الفارسية ثم تُرجم إلى الأردية. يمكن أيضًا العثور على كتاب منبع الأنساب في شكل مخطوط في المكتبة البريطانية وفي الله أباد بالهند.

## الخلفية
كان السيد معين يعيش في جنوسي [الإنجليزية] وينتمي إلى الطريقة الصوفية السهروردية. وكان يقضي وقته غالبًا في السفر والتعلم. يعود أصل أجداده إلى بكر في السند، والتي كانت موطن سادة بكر واستقروا في جوسي حيث أسسوا مركزًا لنشر الإسلام. وفي أثناء تجواله شرع في التحقق من نسبه الذي يعود إلى علي الهادي. فذهب إلى بكر موطن أجداده، وحصل على شهادة نسبه من أقاربه الذين هم من نفس النسب. كما شاهد السيد معين شجرة عائلة أُحضرَت من مشهد في إيران إلى السند ألفها السيد محمد المكي، الجد المشترك لجميع السادة البكريين (الأردية: بهاكري سادات)، والتي بُني عليها هذا الكتاب. وقد أوضح أساسيات التصوف، كما تحدث عن سادة بكر والله أباد.

## محتوى الكتاب
ينقسم الكتاب إلى أحد عشر فصلًا:
1. نسب النبي الأكرم محمد
2. سلسلة أنساب الأنبياء
3. تاريخ محمد والأئمة الإثني عشر والمعصومون الأربعة عشر
4. رواية سادة بكر وغيرهم
5. ذكر الطرق الصوفية المختلفة
6. قواعد وشعائر وصلاة الصوفية
7. مذاهب الفلاسفة والصوفية في النفس
8. أحاديث التصوف
9. معنى كلمة آمنت بالله
10. مدائح في الأئمة الاثني عشر
11. أصل الإنسان ومصيره